# Commiphora kua
Commiphora kua (Engels: Abyssinian myrrh) is een plantensoort, behorend tot de familie Burseraceae. Het is een struik of kleine boom met gladde bast en takken die veelal stekelig zijn.
De boom komt voor in Oost-Afrika, van Eritrea tot in Zambia, en op het zuidelijke deel van het Arabisch schiereiland. De struik groeit in drogere gebieden met een (sub)tropisch klimaat, voornamelijk in groepen struikgewas langs oevers van meren en te midden van kreupelhout en bossen.
Uit de boom wordt een hars verkregen die gebruikt wordt voor medicinale doeleinden en in de parfumerie. Deze hars komt tevoorschijn uit verwondingen in de stam en takken. Uit deze hars wordt een groenkleurige etherische olie gewonnen die verwerkt wordt in Oriëntaalse parfums.

## Synoniemen
- Balsamea abyssinica Engl.
- Balsamea habessinica (O.Berg) Engl.
- Balsamodendrum abyssinicum Engl.
- Balsamodendrum habessinicum O.Berg
- Balsamodendrum kafal (Forssk.) Kunth ex DC.
- Balsamodendrum kua R.Br. ex Royle
- Balsamus kafal (Forssk.) Stackh.
- Commiphora abyssinica (Engl.) Engl.
- Commiphora assaortensis Chiov.
- Commiphora atramentaria Chiov.
- Commiphora bruceae Chiov.
- Commiphora candidula Sprague
- Commiphora crenulata (A.Terracc.) Chiov.
- Commiphora dancaliensis Chiov.
- Commiphora ellenbeckii Engl.
- Commiphora flaviflora Engl.
- Commiphora gowlello Sprague
- Commiphora gracilispina J.B.Gillett
- Commiphora habessinica (O.Berg) Engl.
- Commiphora habessinica subsp. tanganyikensis J.B.Gillett
- Commiphora incisa Chiov.
- Commiphora kua var. gowlello (Sprague) J.B.Gillett
- Commiphora lindensis Engl.
- Commiphora salubris Engl.
- Commiphora subsessilifolia Engl.
- Amyris kafal Forssk.

... 
C. africana · 
C. caudata · 
C. gileadensis · 
C.  guidottii · 
C. kataf · 
C. myrrha · 
C. simplicifolia · 
C. wightii · 
C. wildii
...